# Könnern
Könnern város Németországban, azon belül Szász-Anhalt tartományban. Lakosainak száma 8115 fő (2023. december 31.).

## Fekvése
Halle an der Saaletól északnyugatra fekvő település.

## Története
Neve szorb eredetű. A 11. század elejétől Magdeburg tulajdonában volt, majd a 12. században városjogot kapott. A dimbes-dombos helyen épült városka legmagasabb pontján egykor lovagvár állt, melynek tornyát tulajdonosai 1436-ban eladták a szomszédos St. Vencel-templomnak, s az ma is a templom hatalmas tornyának aljában található. Az eredetileg román templomot ugyanakkor átalakították késő gótikus csarnoképítménnyé, majd a 18. században dupla hagymás kupolát kapott.

## Galéria

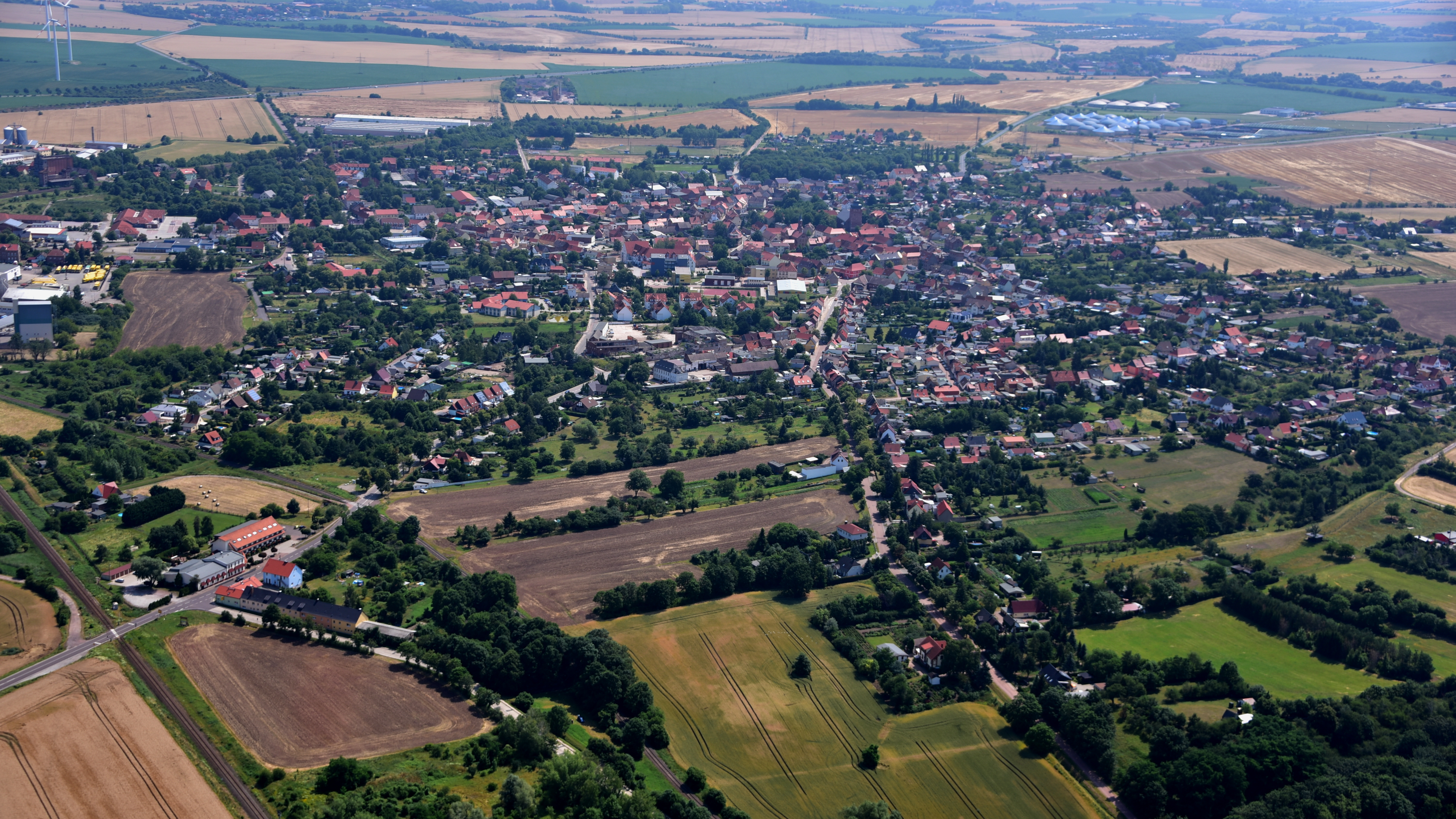
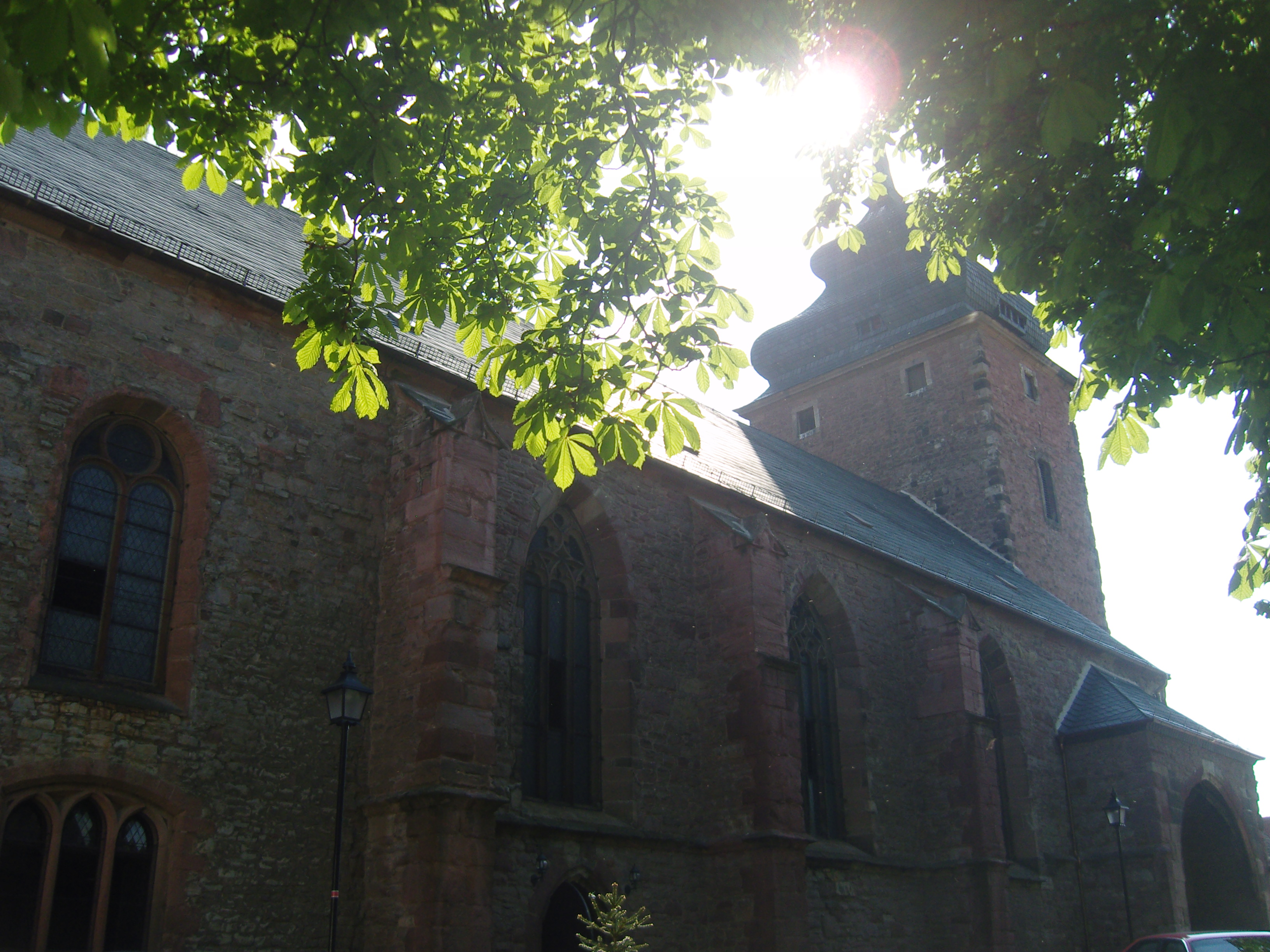
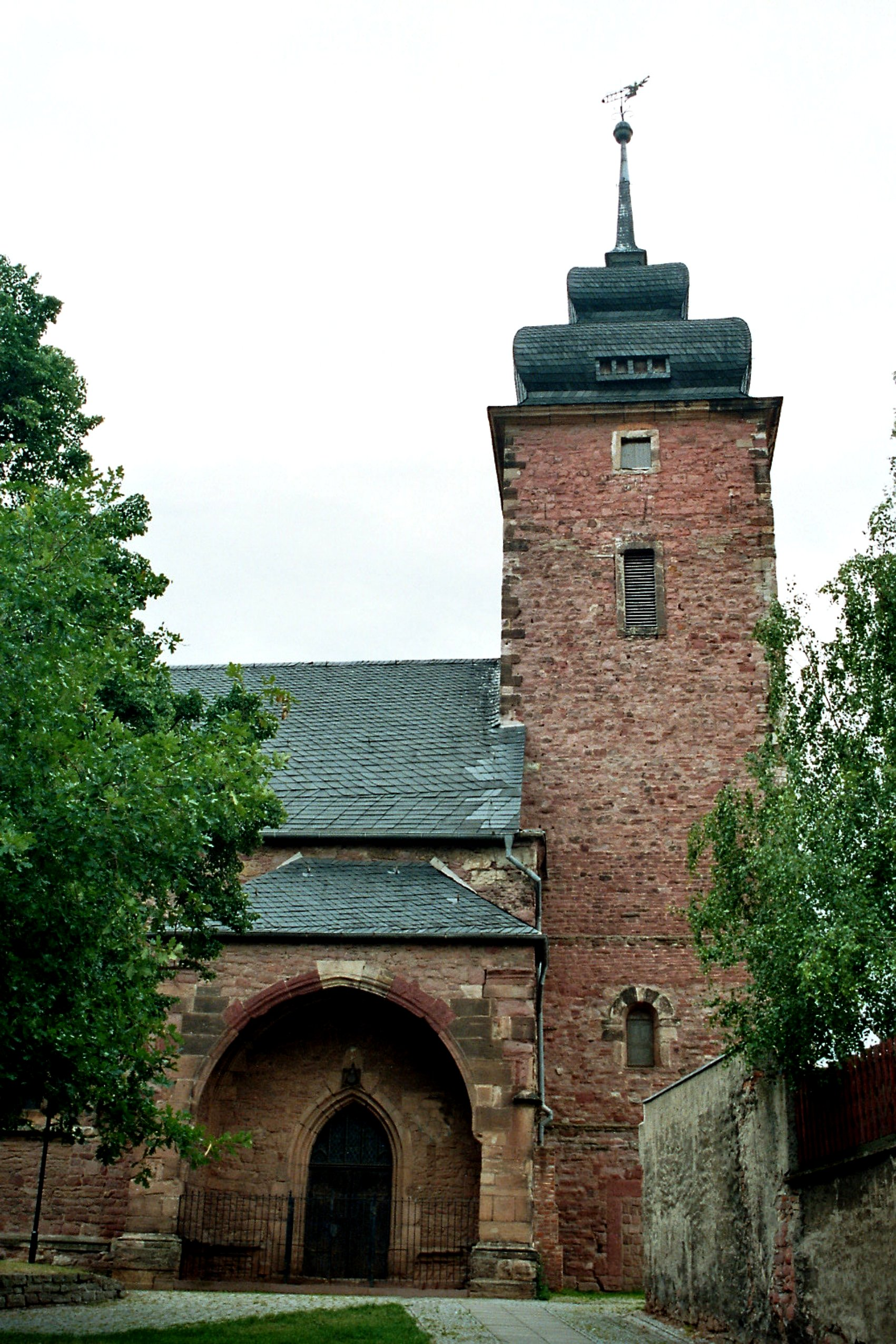
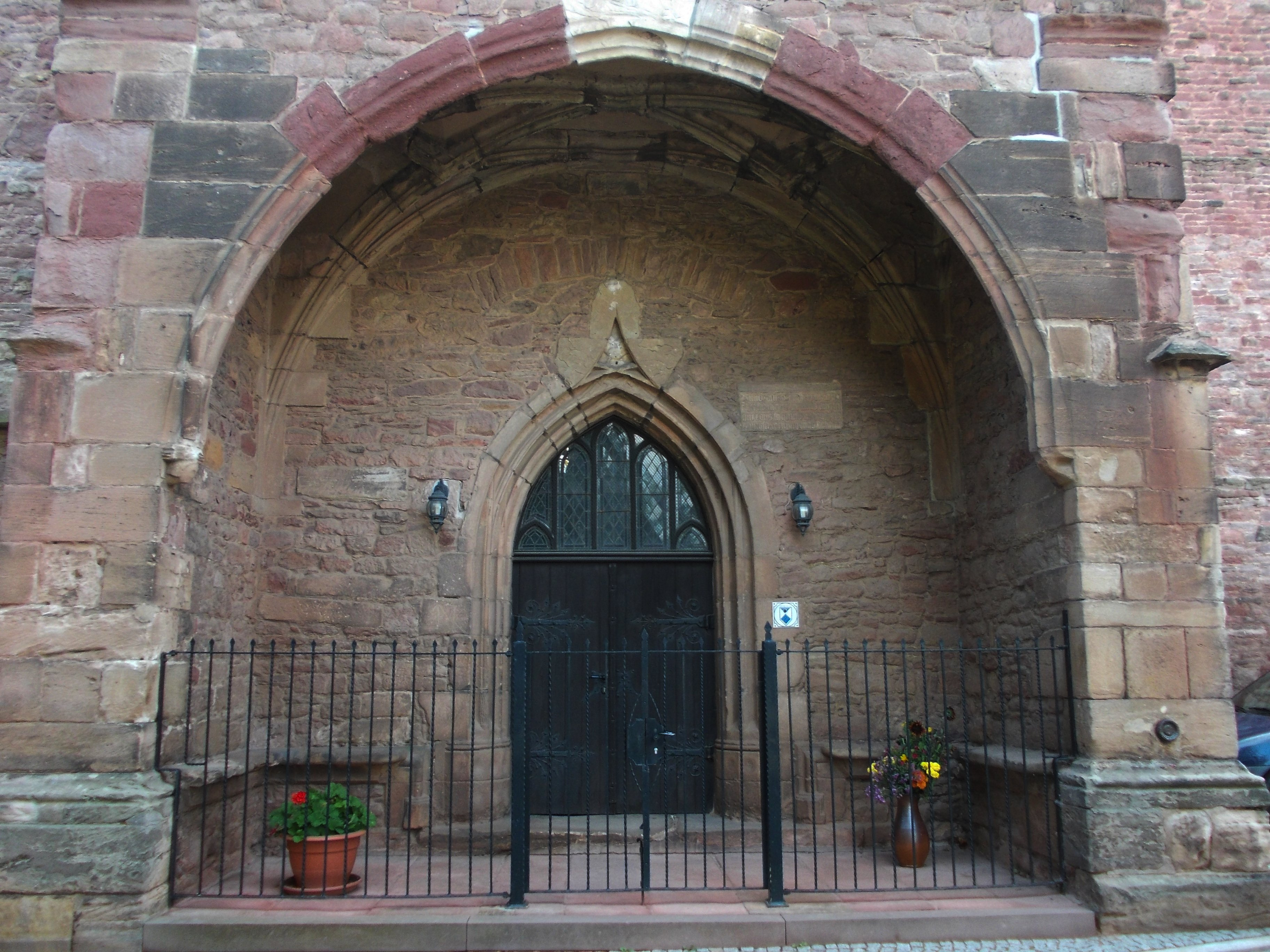
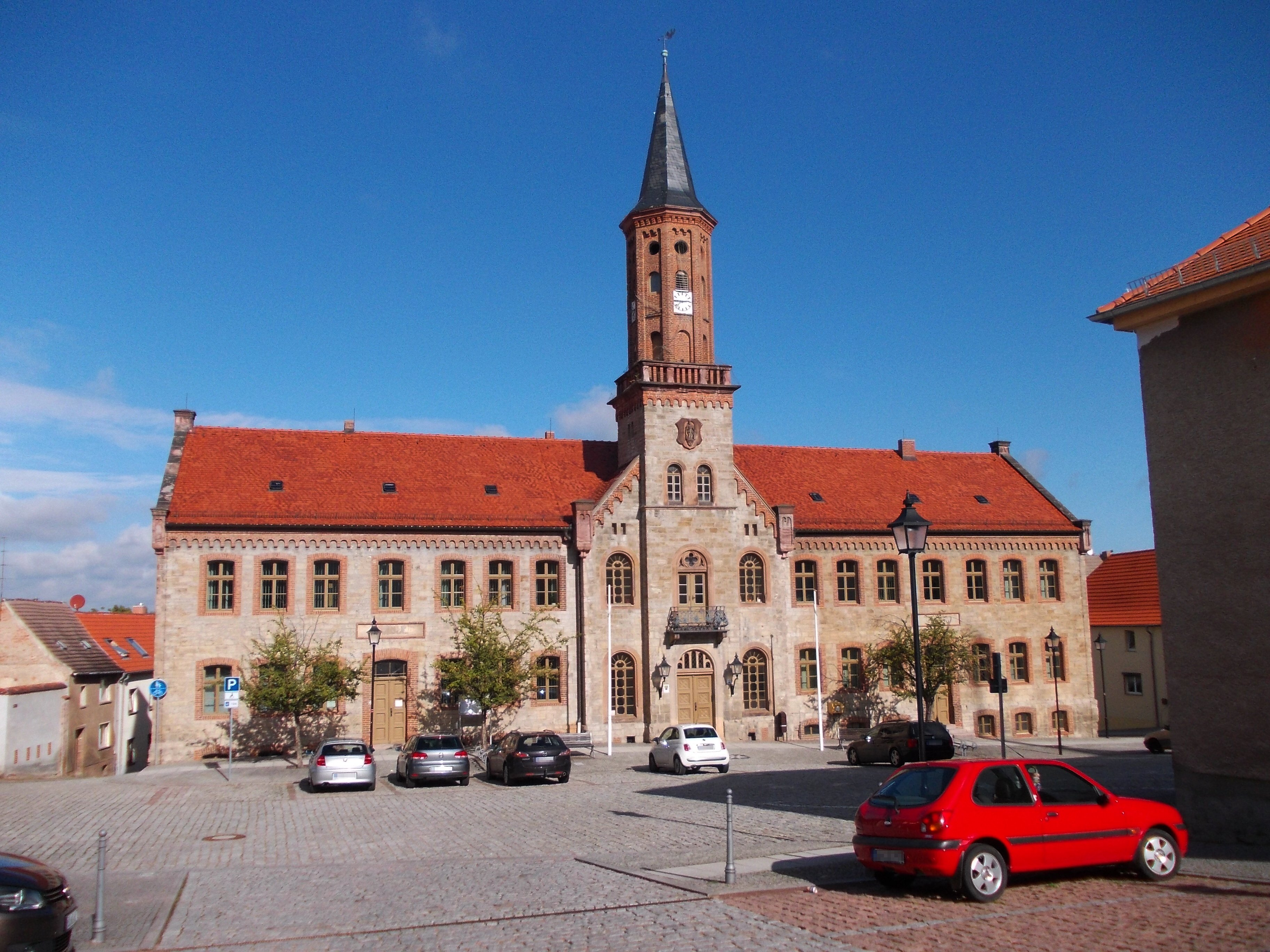
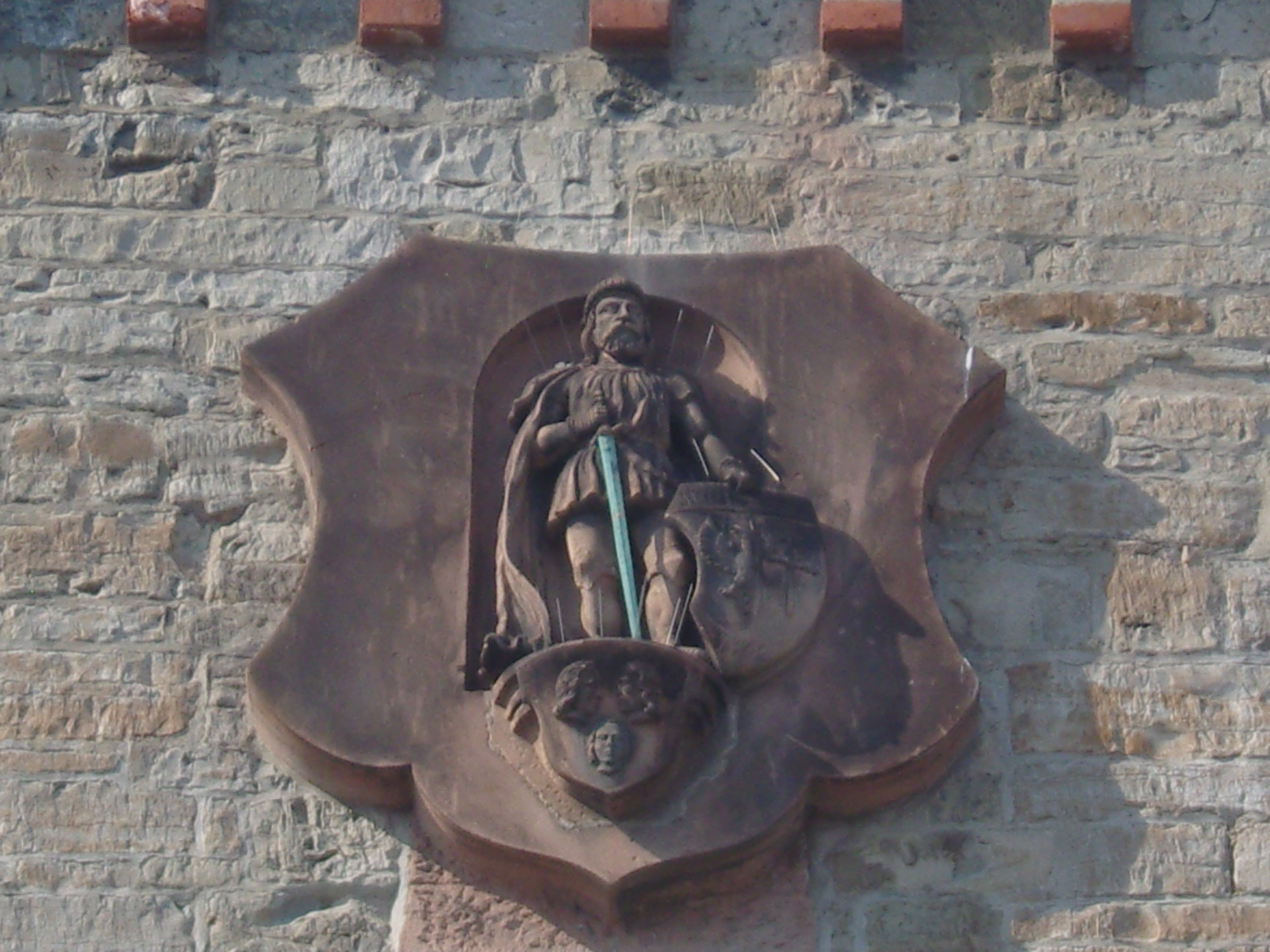
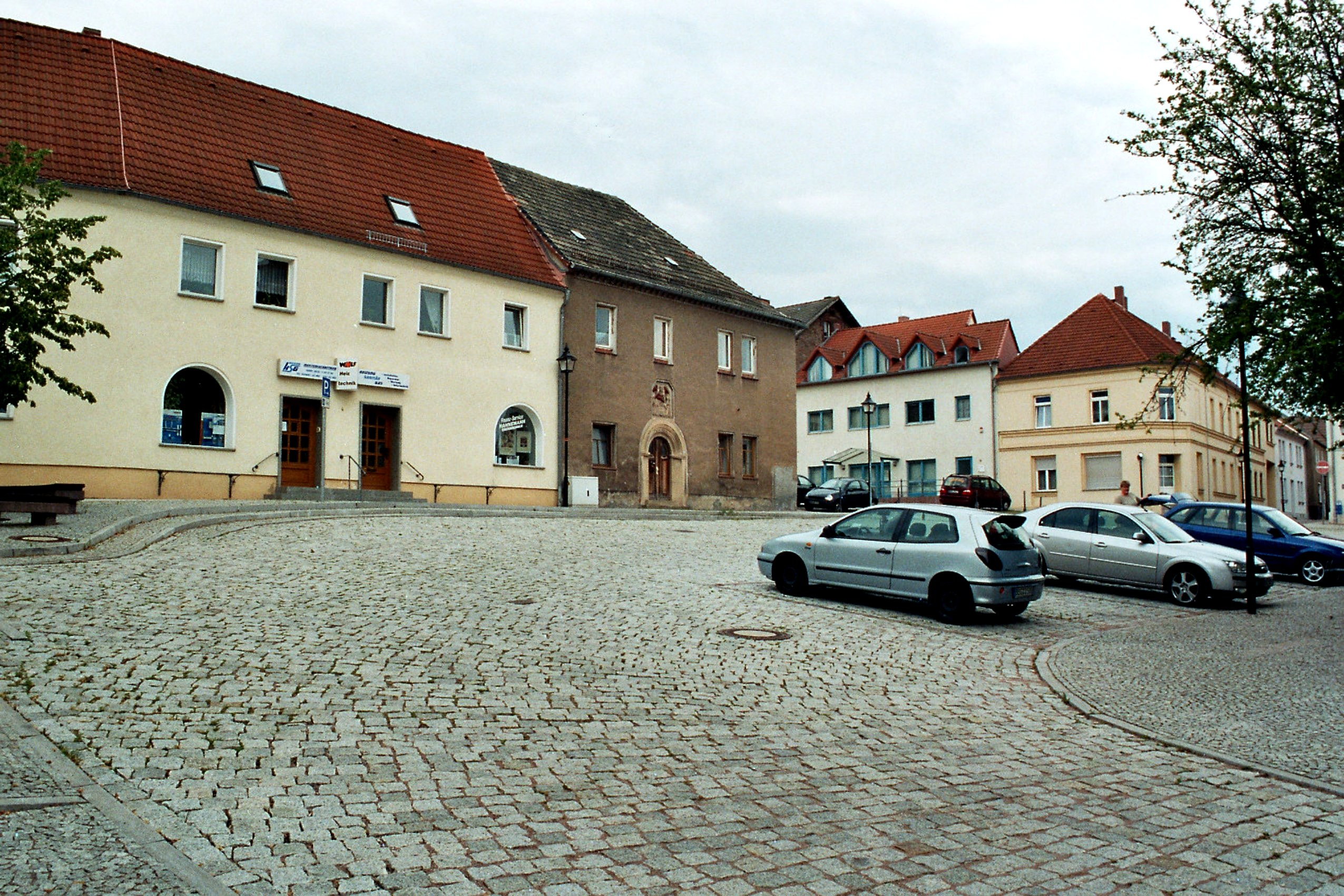
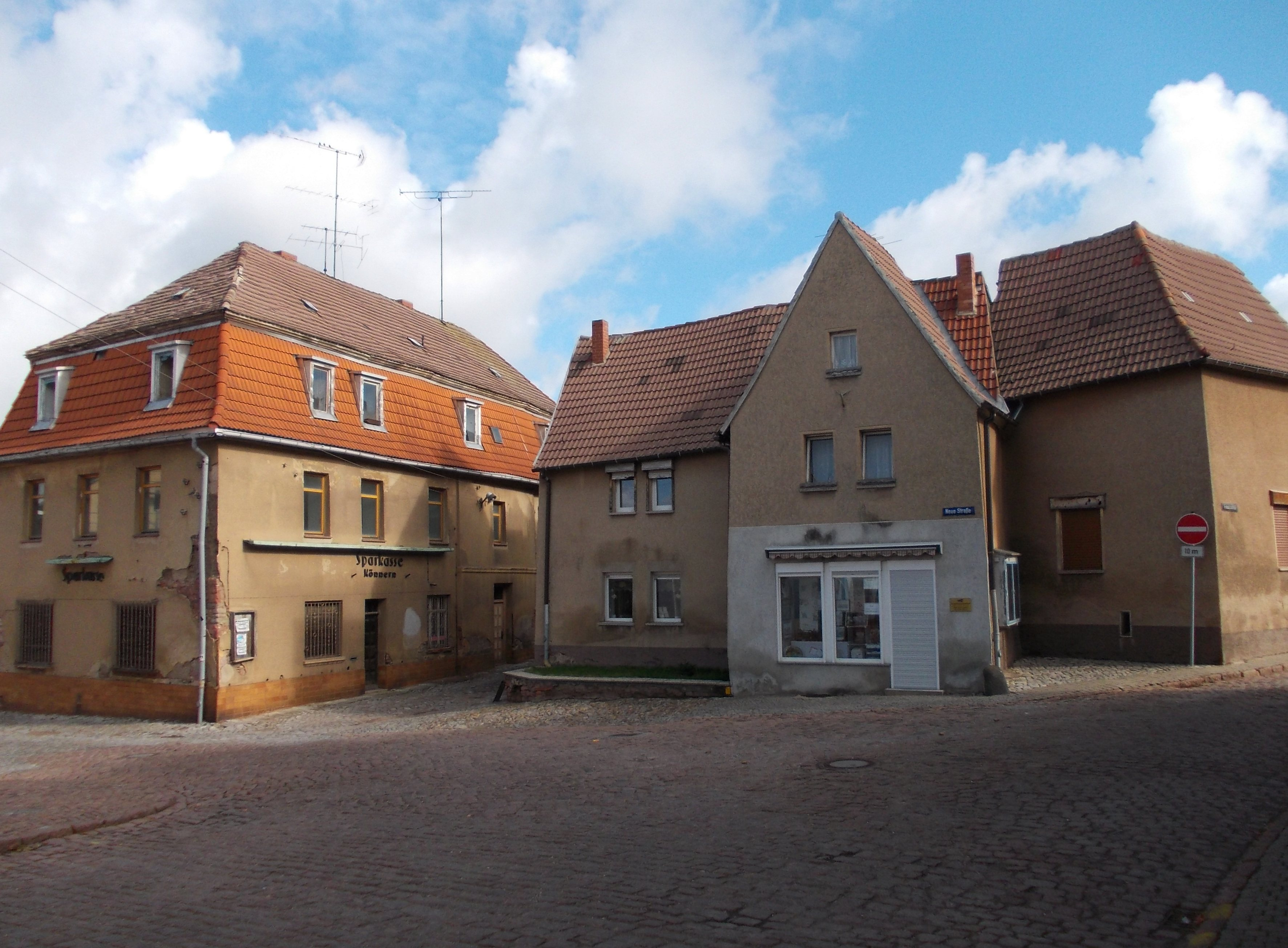
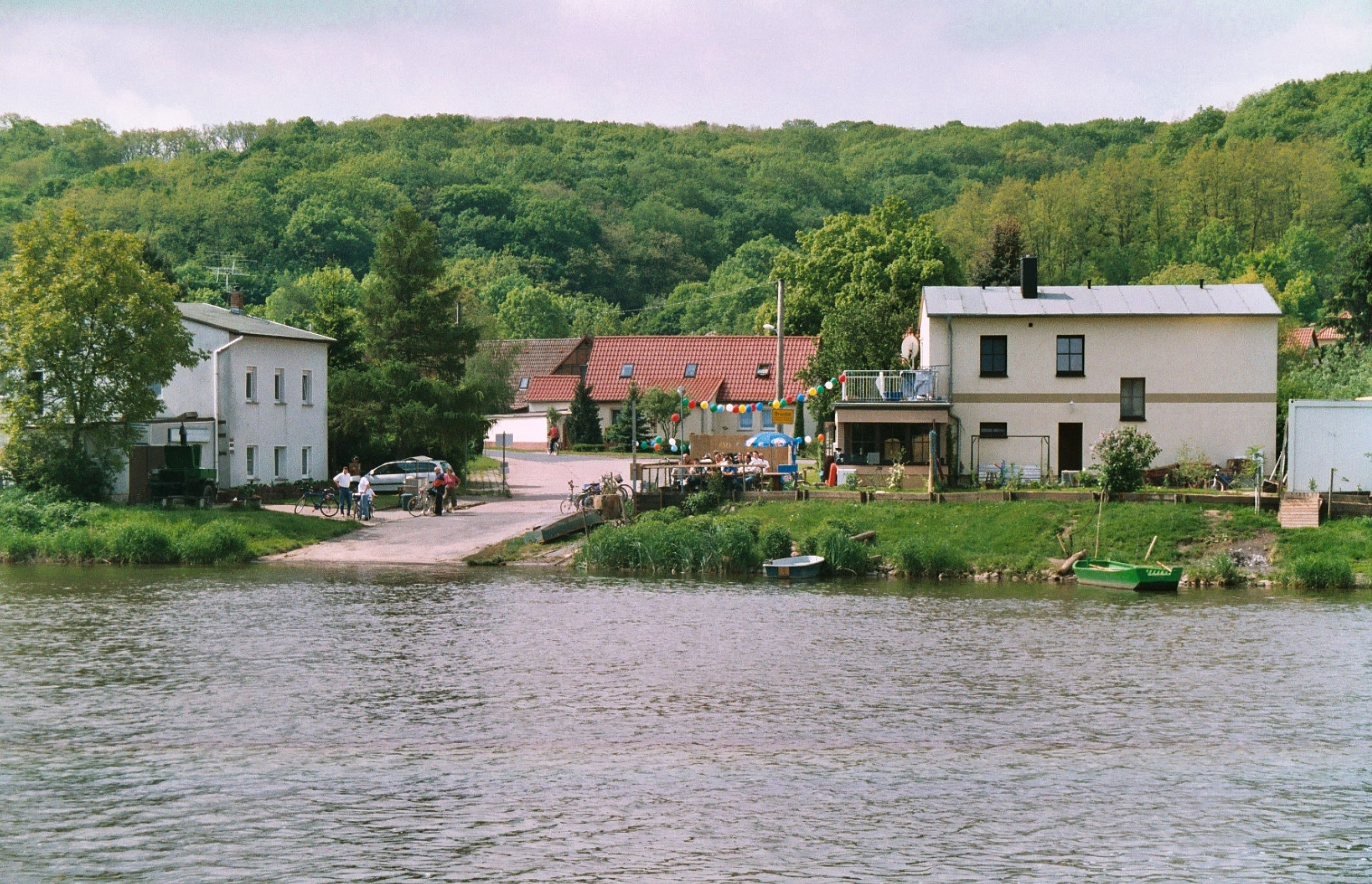
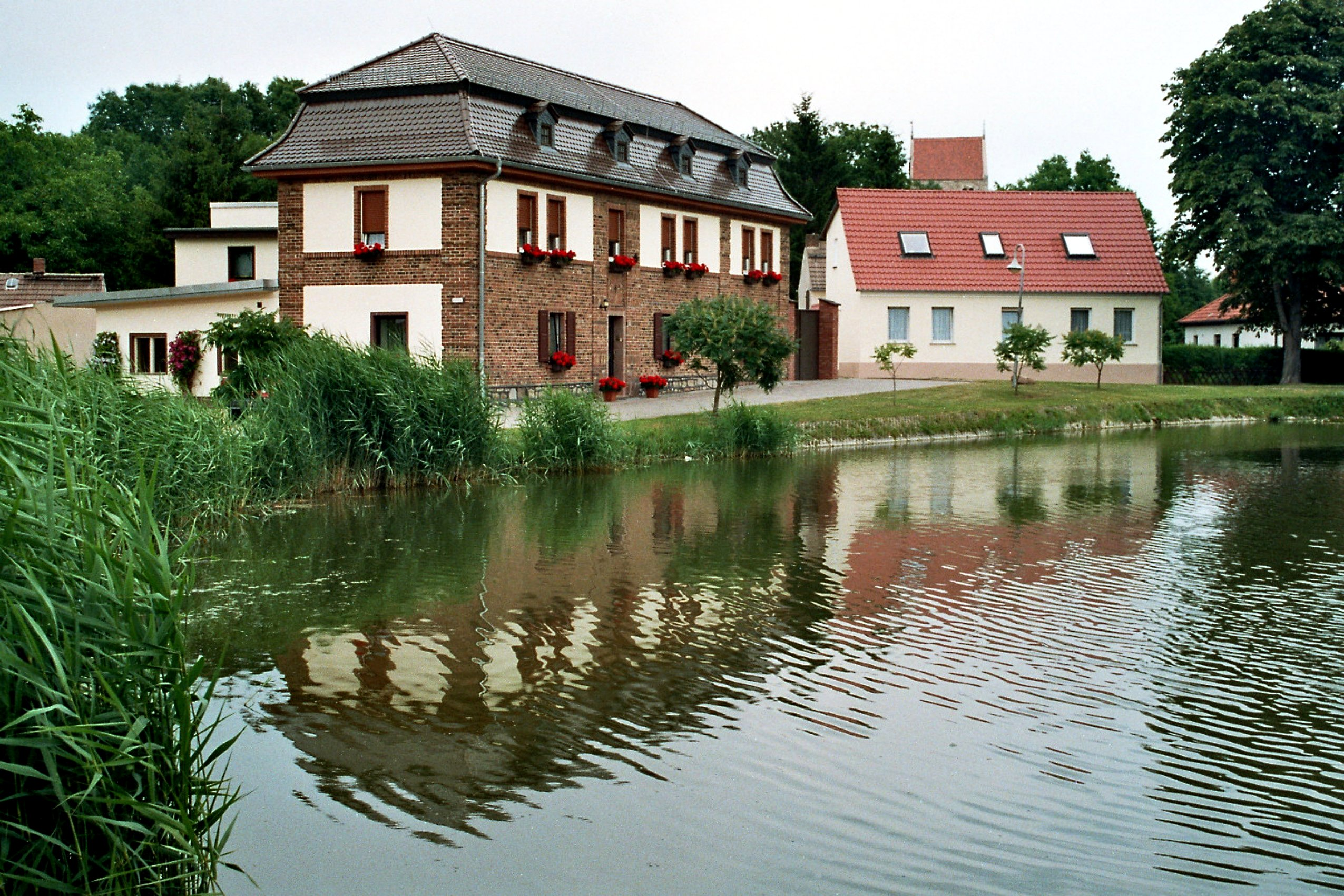
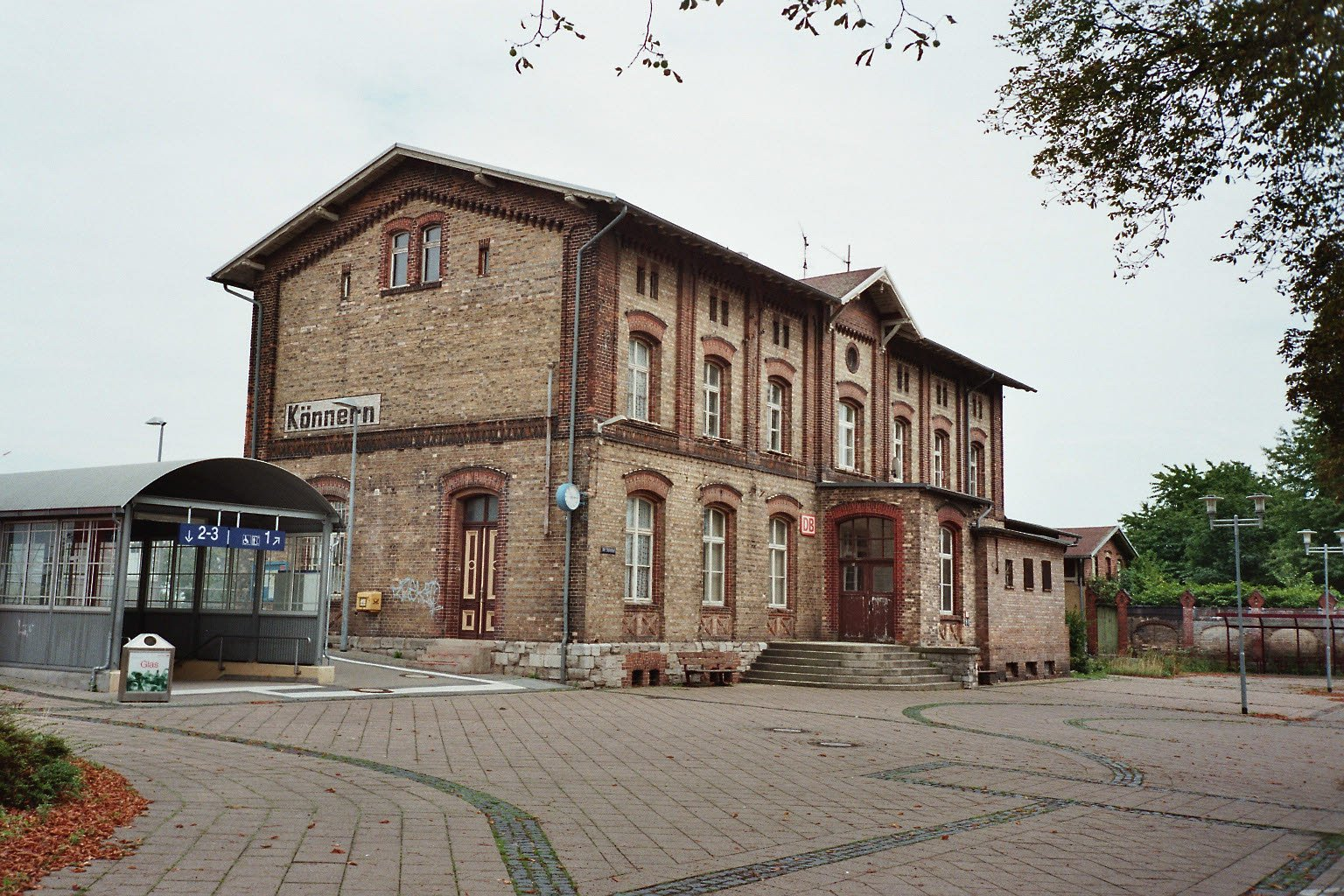
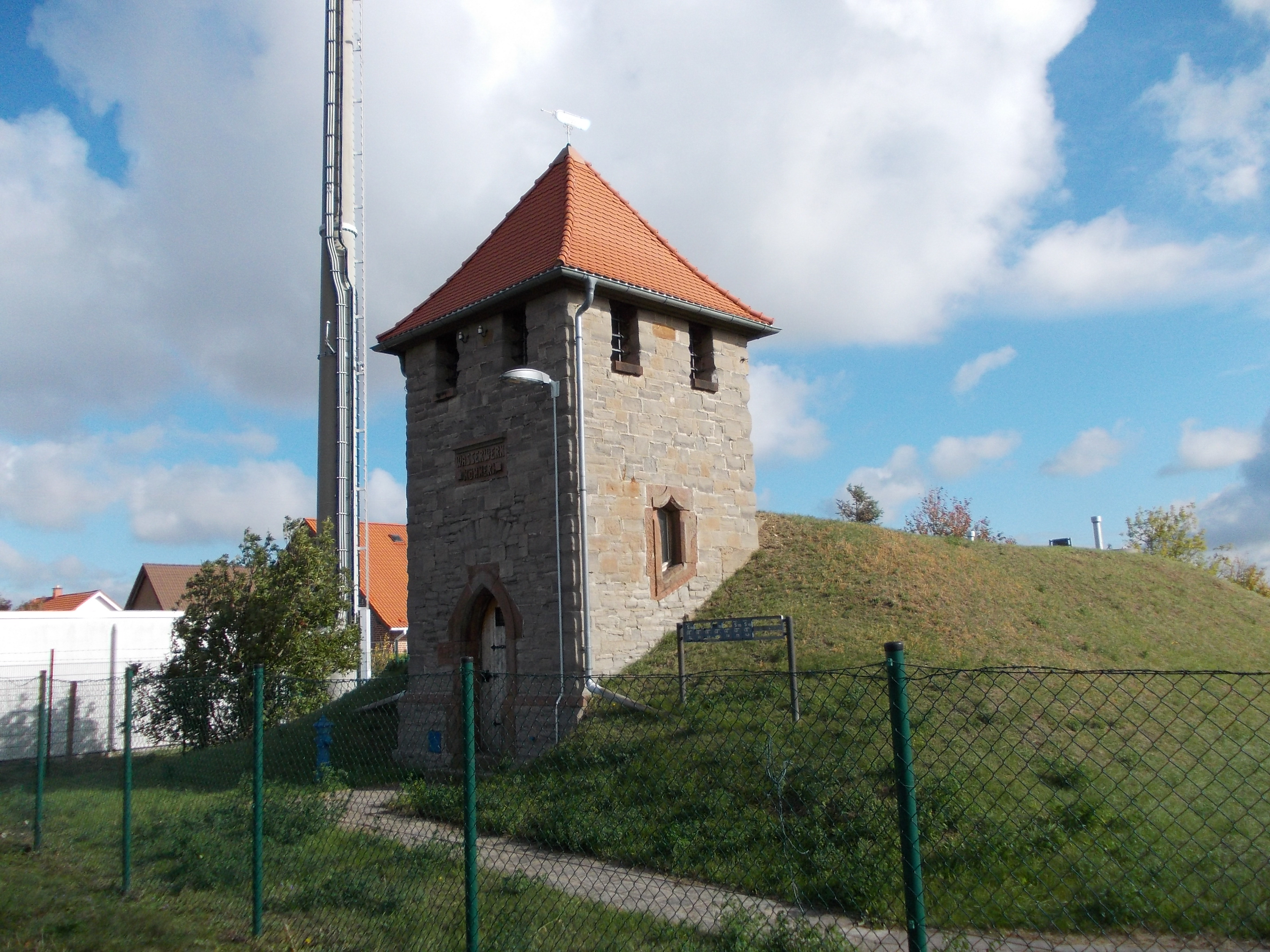
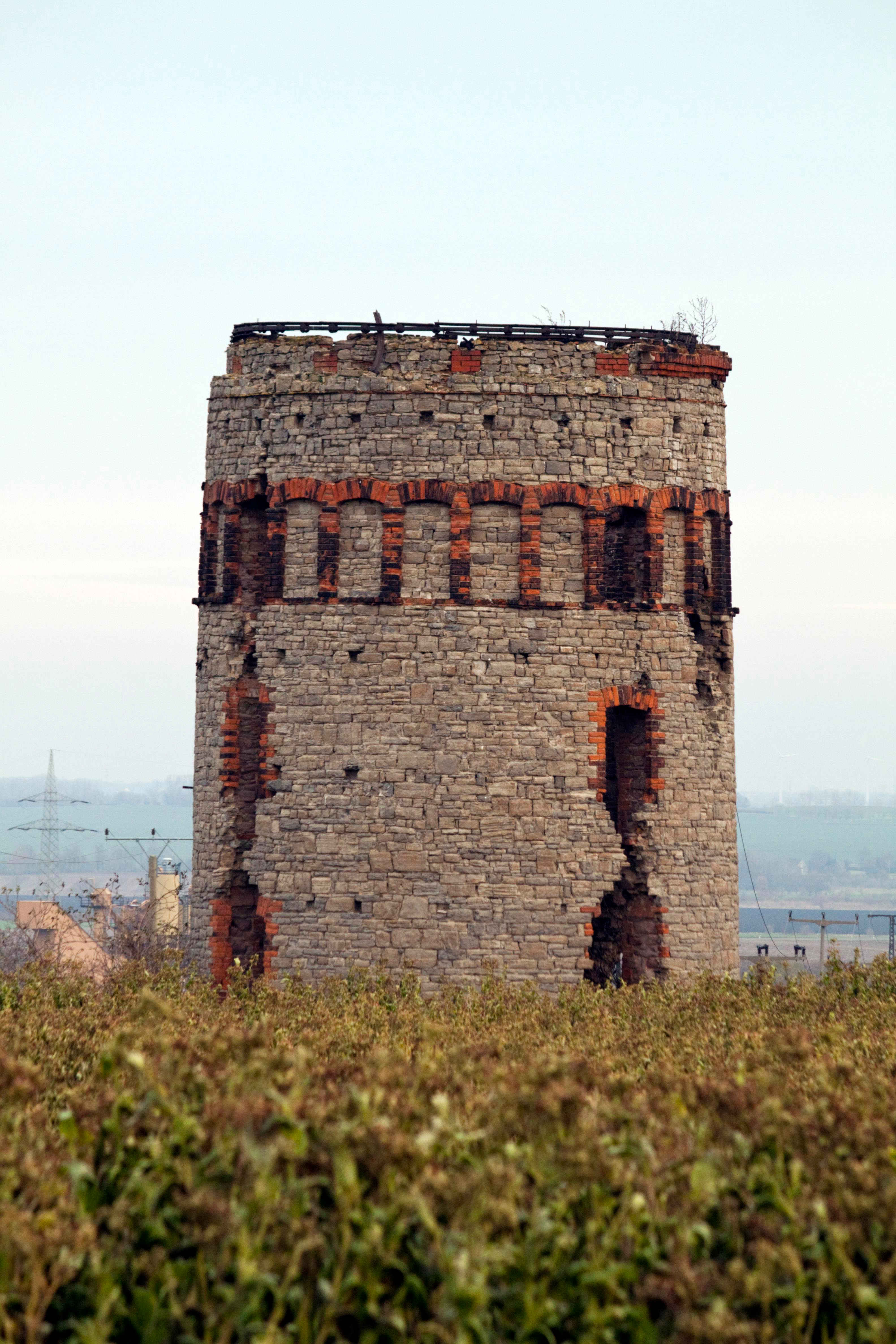
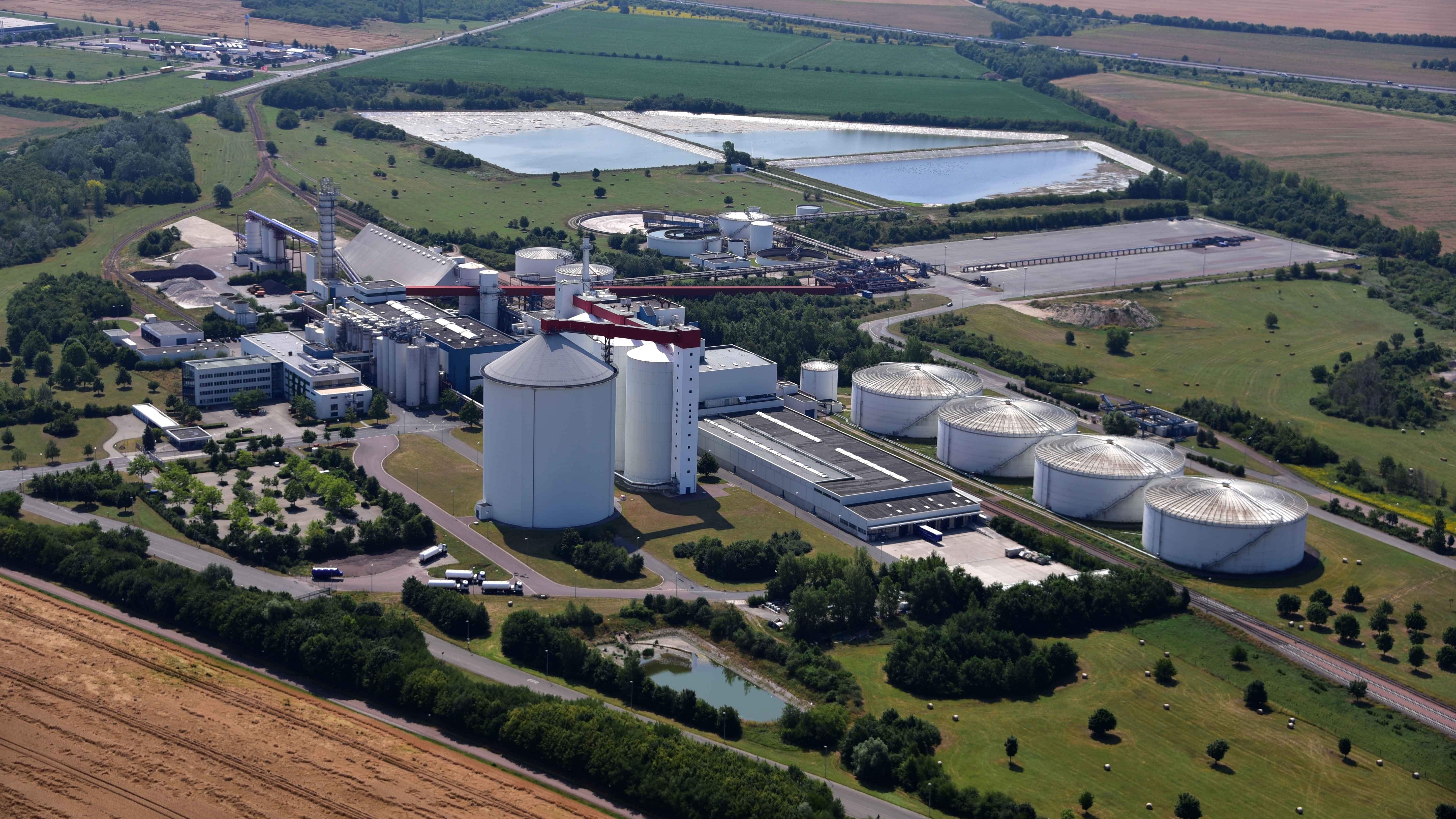
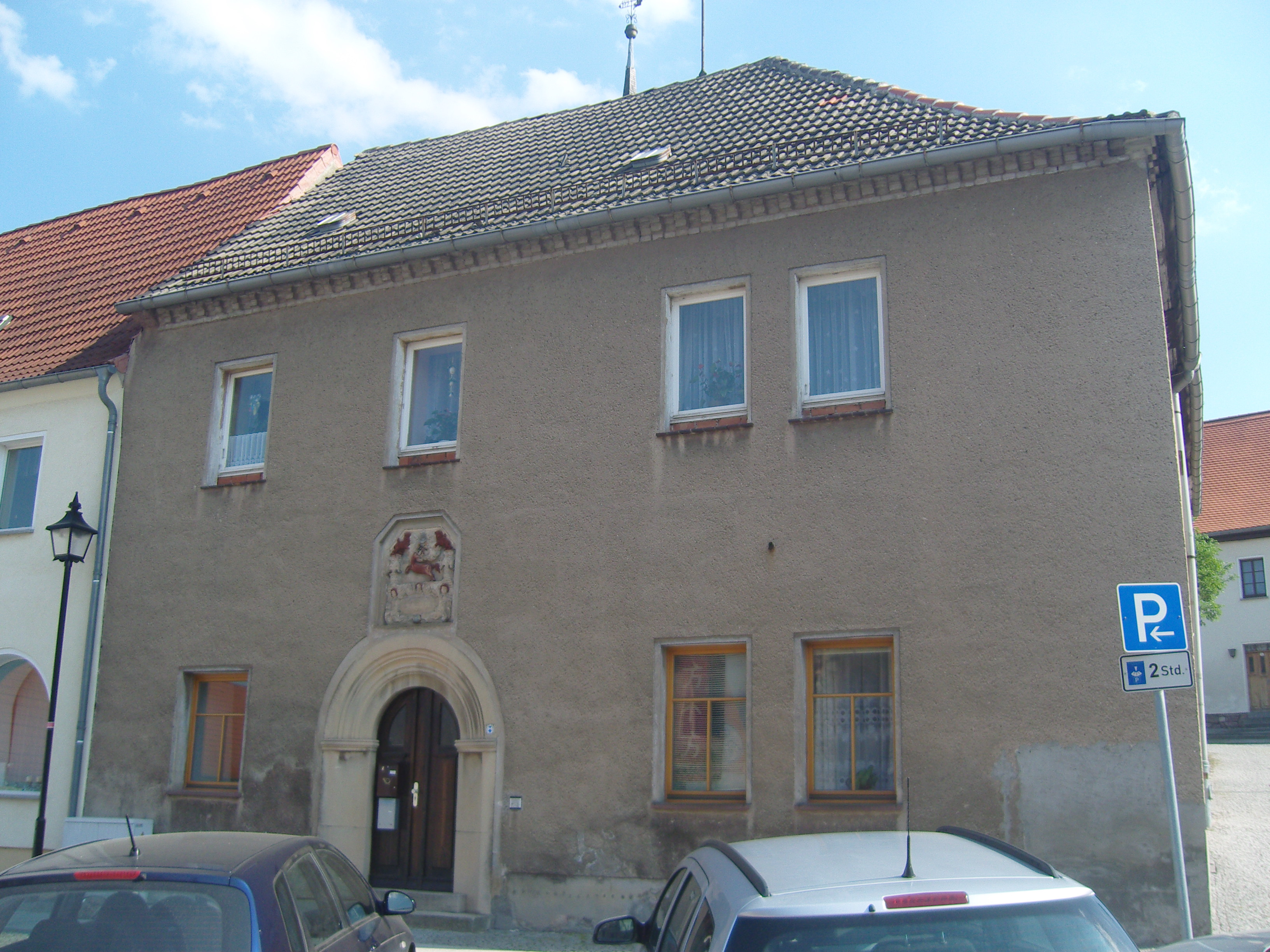
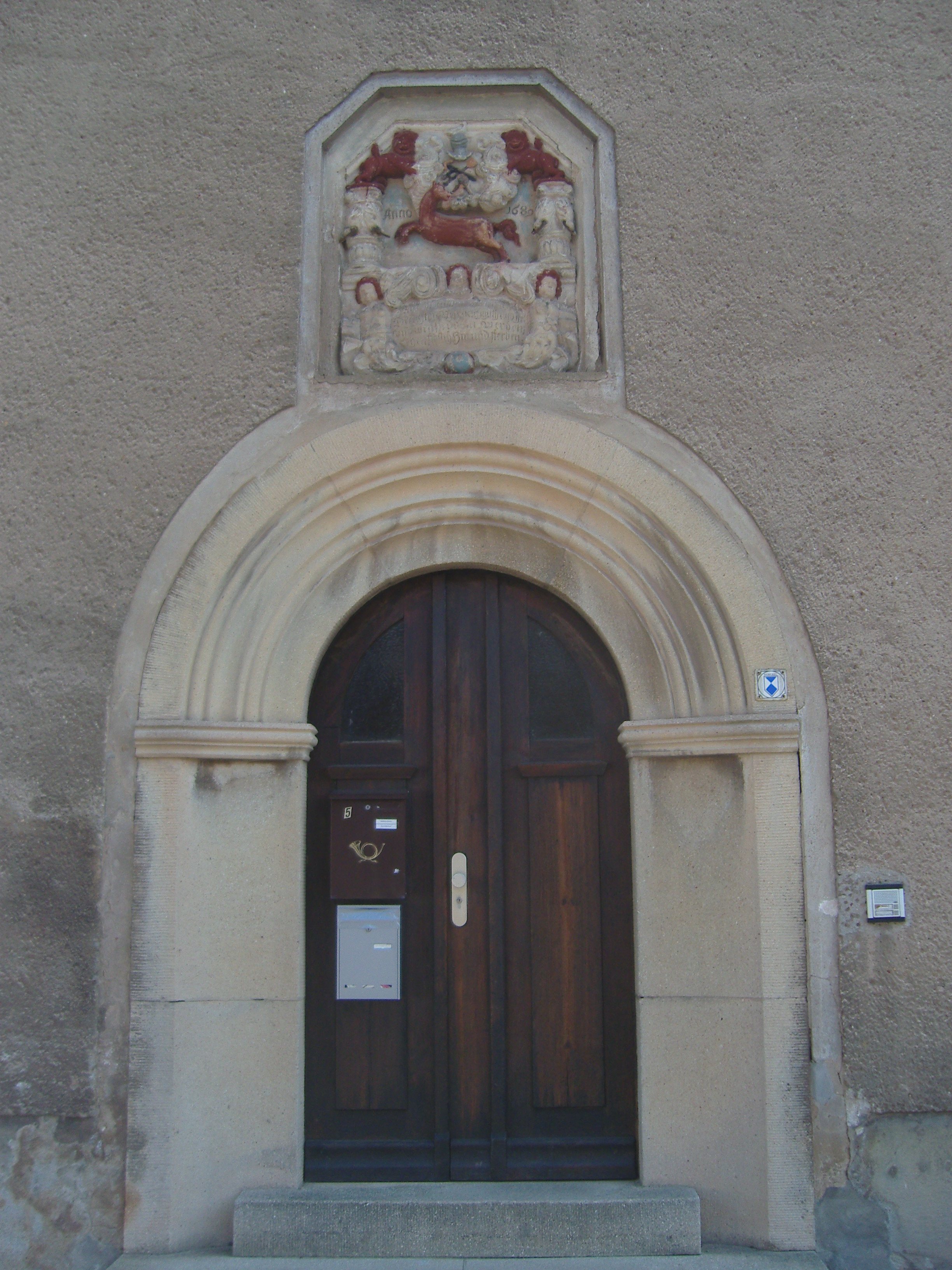

## Nevezetességek
- Szt. Vencel templom.
- Városháza (Rathaus)

## Városrészek
| települések      | települések részei                                                   |
| ---------------- | -------------------------------------------------------------------- |
| Beesenlaublingen | Beesenlaublingen, Beesedau, Kustrena, Mukrena, Poplitz és Zweihausen |
| Belleben         | Belleben, Haus Zeitz és Piesdorf                                     |
| Cörmigk          | Cörmigk                                                              |
| Edlau            | Hohenedlau, Kirchedlau, Mitteledlau és Sieglitz                      |
| Gerlebogk        | Gerlebogk és Berwitz                                                 |
| Golbitz          | Golbitz és Garsena                                                   |
| Könnern          | Könnern, Nelben és Trebnitz Altmödewitzcel                           |
| Lebendorf        | Lebendorf, Bebitz és Trebitz                                         |
| Strenznaundorf   | Strenznaundorf                                                       |
| Wiendorf         | Wiendorf, Ilbersdorf és Pfitzdorf                                    |
| Zickeritz        | Zickeritz, Brucke és Zellewitz                                       |

## Népesség
A település népességének változása:
| Lakosok száma | 8744 | 8368 | 8261 | 8109 | 8094 | 8115 |
|               | 2013 | 2017 | 2019 | 2021 | 2022 | 2023 |